# حلقة زن (طب)
حلقةُ زِنّ (بالإنجليزية: annulus of Zinn)، والمعروفة أيضًا باسم الوتر الحلقي أو الحلقة الوترية الشائعة، هي حلقة من الأنسجة الليفية تحيط بالعصب البصري عند مدخله عند قمة المدار. إنه الأصل المشترك للعضلات المستقيمة الأربعة لمجموعة عضلات العين.
يمكن استخدامه لتقسيم مناطق الشق المداري العلوي.
تسمى أحيانًا الشرايين المحيطة بالعصب البصري «دائرة زنّ هالر» ("CZH"). تسمى هذه البنية الوعائية أحيانًا «دائرة زن».
تمر الهياكل التالية عبر الحلقة الوترية (أعلى من السفلي):
- الانقسام الفائق للعصب الحركي للعين (CNIII)
- العصب الهدبي الأنفي (فرع من العصب البصري)
- الانقسام السفلي للعصب المحرك للعين (CNIII)
- العصب المبعد (CNVI)
- العصب البصري
- تم العثور على العضلات الحلقيّة بالقرب من البلعوم.
- ينتقل العصب الحلقي من البلعوم إلى أجزاء منفصلة من البلعوم.

## الأجزاء
تميز بعض المصادر بين هذه المصطلحات بشكل أكثر دقة، حيث أن حلقة الوتر هي البنية الأم، وتنقسم إلى جزأين:
- وهو عبارة عن رباط أو وتر الزين السفلي، والذي يعطي أصل المستقيم السفلي، وجزء من المستقيم الداخلي، والمنشأ السفلي للمستقيم الوحشي.
- الجزء العلوي، والذي يعطي أصل المستقيم العلوي، وبقية المستقيم الإنسي، والرأس العلوي للمستقيم الجانبي. يُطلق على هذا الشريط العلوي أحيانًا اسم وتر لوكوود العلوي superior tendon of Lockwood.

## الاسم
سميت باسم يوهان جوتفريد زين. ولا يجب الخلط بينه وبين منطقة زين (zonule of Zinn) وإن سميت على اسم نفس الشخص.